# Агнес Готот
Агнес Готот (1395 р.) — англійська шляхтанка, відома тим, що перемогла чоловіка в бою на списі. За Артуром Коллінзом, який описав подію у 1741 році, невідомий чернець повідомив, що Готот зайняла місце свого батька на дуелі після того, як він захворів, переодягнувшись під чоловіка, і розкрила свою справжню особу лише після того, як збила суперника з коня. Коли Готот пізніше вийшла заміж за представника роду Дадлі з Клептона, Нортгемптоншир (тепер Клоптон), Дадлі вшанували її подвиги новим гербом із зображенням жінки у військовій касці.
Більш сучасні версії історії Агнес Готот змінили та поєднали її з історією про привидів Клоптона «Дадлі, що ховається», малюючи Агнес як доброчесну доньку аморального чоловіка з родини Дадлі. У цій версії Агнес займає місце свого батька на дуелі після того, як він боягузливо симулює хворобу. У підсумку вона виходить заміж за свого суперника.

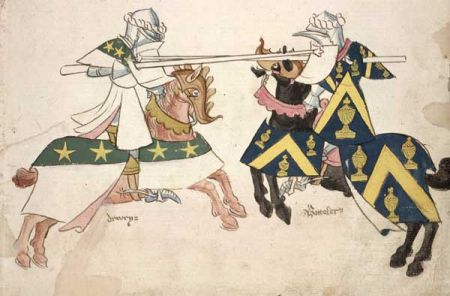
На цій середньовічній ілюстрації лицарського турніру двоє учасників їдуть назустріч один одному з піднятими списами.

## Біографія
Агнес Готот була молодою спадкоємицею роду Готот. Її батьком був сер Джон Готот.
Батько Агнес був втягнутий у суперечку з чоловіком на ім'я Рінгслі, і щоб вирішити цю суперечку, вони влаштували бійку на списах. Однак незадовго до дуелі він захворів на подагру, тож «замість того, щоб він втратив землю або постраждав за свою честь», дівчина переодягнулася в обладунки свого батька та билася замість нього на турнірі. Вона збила Рінгслі з коня. Коли її суперник лежав в бруді, Готот зняла шолом і розпустила волосся, щоб показати свою справжню особу. Деякі звіти стверджують, що вона також зняла свій нагрудний знак, щоб показати себе як жінку.
У 1395 році Готот одружилася на Нортгемптонширських Дадлі з Клептона (тепер Клоптон). Сім'я Дадлі створила новий герб на честь перемоги над Гототом списом, який включав «жіночий бюст, розпатлане волосся, оголені груди, шолом на голові, з опущеною засувкою», і сім'я Дадлі демонструвала цей герб протягом багатьох років після цього. Розповідь про Готот записав чернець із села Клептон.
Більш сучасні розповіді про Готот поєднують її історію з легендою про «Дадлі, що ховається»: чоловіка з родини Дадлі, який після нібито скоєного вбивства в 1300-х роках повернувся, щоб переслідувати жителів села Клоптон на початку ХХ століття. У цій сучасній версії Агнес була дочкою Скулкінга Дадлі; її батько ображає сусіднього землевласника, потім боягузливо вдає хворобу, щоб уникнути дуелі, і Агнес займає його місце, щоб врятувати сімейну честь. Хоча вона програє бій, її супротивник дізнається її особистість, рятує їй життя та одружується з нею.